# ライン・オブ・ビューティ 愛と欲望の境界線
『ライン・オブ・ビューティ 愛と欲望の境界線』（The Line of Beauty）は、2006年にイギリスのBBCが制作した全3話のテレビドラマ。原作はアラン・ホリングハーストの同名小説。
日本ではWOWOWで放送された。

## ストーリー
サッチャー政権全盛の、80年代のイギリスが舞台。主人公のニックは、親友のトビーに招かれフェデン家で下宿生活を始めた大学生。トビーの妹・キャサリンの世話を任されたニックは、彼女に自分がゲイであることを洞察される。そしてキャサリンはニックの恋人探しにと、新聞の個人広告を持ち出した。その広告を通じて、レオという男性と知り合ったニックは彼と深く愛し合うようになるのだった。

## サブタイトル
1. 愛の琴線（The Love Chord）
2. 美の略奪者（To Whom Do You Beautifully Belong）
3. 欲望の果て（The End of the Street）

## 登場人物
表記は、役名（役名の英語表記） （役者 - 吹き替え声優）
- ニック・ゲスト（Nick Guest） （ダン・スティーヴンス - 石母田史朗）
- キャスリン・フェデン（Catherine Fedden） （ヘイリー・アトウェル - 弓場沙織）
- ジェラルド・フェデン（Gerald Fedden） （ティム・マッキナリー - 石波義人）
- レイチェル・フェデン（Rachel Fedden） （アリス・クリーグ - 一柳みる）
- アントワーヌ‘ワニー‘オラジ（Antoine 'Wani' Ouradi） （アレックス・ウィンダム（英語版） - 川本克彦）
- トビー・フェデン（Toby Fedden） （オリヴァー・コールマン（英語版） - 星野貴紀）
- レオ・チャールズ（Leo Charles） （ドン・ジレ（英語版） - 東地宏樹）